# Microsoft Edge
Microsoft Edge — браузер от компании Microsoft, впервые выпущенный в 2015 году одновременно с первой версией Windows 10. Пришёл на замену браузеру Internet Explorer, который тем не менее остался в составе ОС для обеспечения совместимости корпоративных приложений. Поначалу работал на собственном движке EdgeHTML, однако позднее Microsoft решила перейти на решения, предоставляемые Chromium, в надежде нарастить рыночную долю браузера и обеспечить совместимость с его богатой библиотекой расширений. Обновленная версия была выпущена 15 января 2020 года.
Первоначальная версия (кодовое название — Project Spartan) предназначалась только для Windows 10 и поставлялась в составе ОС, в то время как переработанная версия (кодовое название — Anaheim), помимо Windows 10, доступна для Windows 8 (только для редакции Embedded Standard), Windows 8.1, Windows 7, macOS и Linux.
Помимо стабильной сборки, для загрузки доступны версии на каналах Beta, Dev и Canary, чье отличие заключается в периодичности выхода обновлений.

## Разработка

### EdgeHTML (2014—2019)

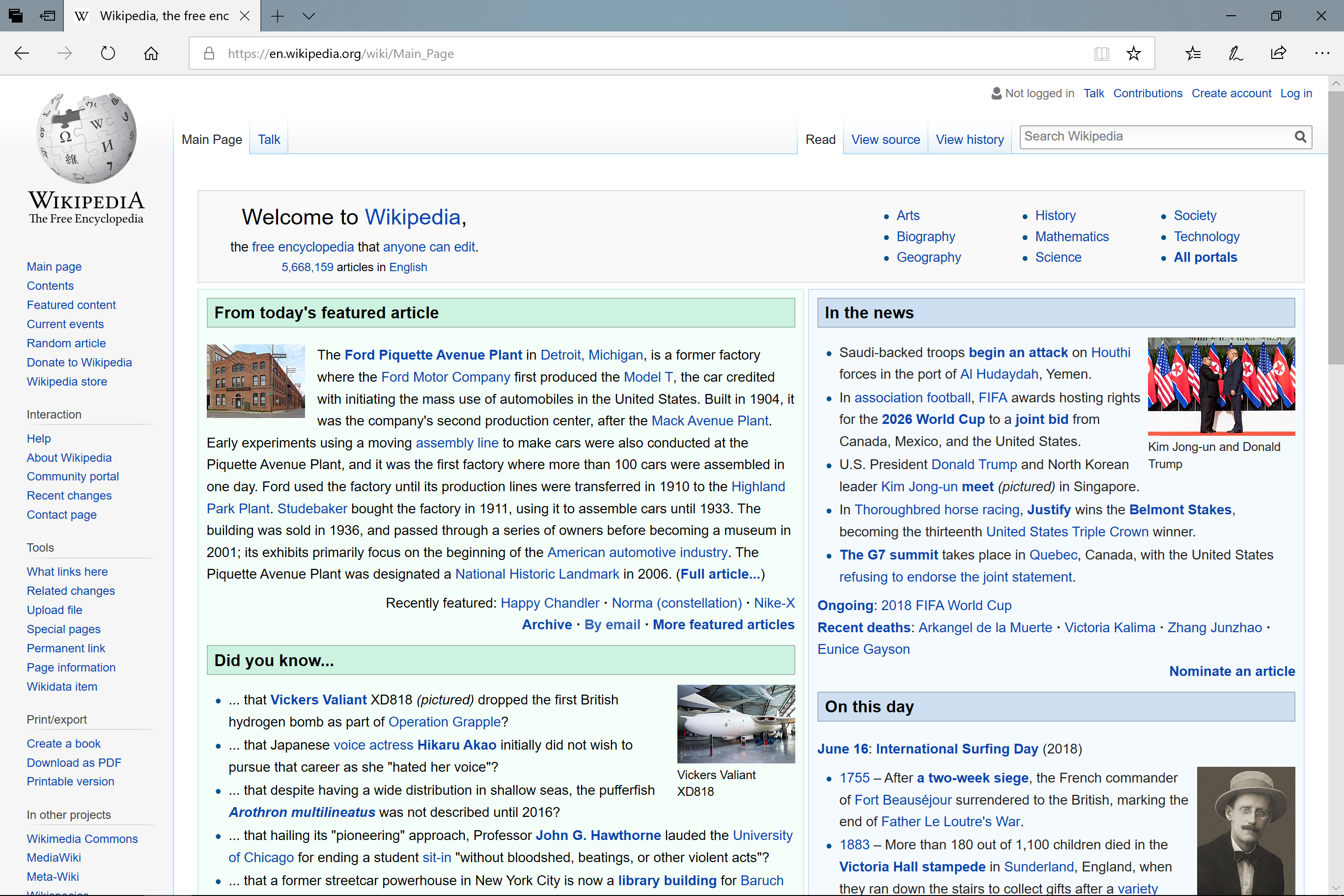
Microsoft Edge на движке EdgeHTML

Логотип Microsoft Edge в 2015—2019 гг.

В декабре 2014 года технический журналист Мэри Джо Фоли сообщила, что Microsoft ведёт разработку нового браузера для Windows 10 под кодовым названием Project Spartan. Она заявила, что Spartan станет новым продуктом компании, отдельным от Internet Explorer. В то же время Internet Explorer 11 сохранится в составе системы для обеспечения обратной совместимости.
Spartan был представлен широкой публике в качестве браузера по умолчанию в Windows 10 Technical Preview сборки 10049, которая была выпущена 30 марта 2015 года. Обновлённый движок до этого был доступен в составе Internet Explorer 11 в более ранних сборках Windows 10. Позже Microsoft заявила, что в конечном продукте будут присутствовать оба браузера и Internet Explorer не будет использовать движок Spartan.
29 апреля 2015 года на конференции Build было объявлено, что новый браузер, ранее известный как Project Spartan, получит название Microsoft Edge. Также был представлен его логотип — слегка видоизменённая синяя буква E от Internet Explorer, призванная сохранить преемственность бренда.
Поддержка Edge Legacy была прекращена 9 марта 2021 года — все пользователи автоматически будут переведены на обновлённую версию Edge с одним из системных обновлений.

### Chromium (2019 — н. в.)
6 декабря 2018 года Microsoft объявила о намерении перенести браузер Edge на движок Chromium, используя тот же алгоритм отрисовки, что применяется в Google Chrome, но с улучшениями от Microsoft. Также было объявлено, что появятся версии Edge для Windows 7, Windows 8 и macOS, а также что все версии будут получать более частые обновления.
8 апреля 2019 года были выпущены первые публичные сборки Edge на основе Chromium.
В ноябре 2019 года на конференции Microsoft Ignite корпорация представила новый логотип Edge, напоминающий волну и вызывающий ассоциации с сёрфингом.
Официальный релиз обновлённого браузера Microsoft Edge на основе Chromium состоялся 15 января 2020 года. Как пояснил один из разработчиков, у корпоративных пользователей обновлённый браузер принудительно устанавливаться не будет, а у всех остальных старая версия со временем обновится посредством Windows Update.
22 сентября 2020 Microsoft анонсировала выход браузера для Linux (пока поддерживаются следующие дистрибутивы: Ubuntu, Debian, Fedora и openSUSE).

## Изменения в Edge Chromium в сравнении с EdgeHTML
- Браузерный движок — Blink
- Новый интерпретатор JavaScript — V8
- Использование стилуса — возможность делать заметки и рисунки на веб-странице и делиться ими.
- Поддержка расширений Chromium (только ПК).
- Кроссплатформенность: поддержка macOS, Windows 7+, GNU/Linux.

## Возможности
Microsoft Edge должен был заменить собой Internet Explorer 11 и Internet Explorer Mobile на всех устройствах, поставляемых с Windows 10.
Классический Edge отсутствовал в Windows 10 LTSC — специальная версия «Корпоративной» редакции отличается от остальных долгосрочной поддержкой без необходимости обновлять сборку. Выход Win32-версии на Chromium решил эту проблему(?).
Поскольку средства Microsoft Edge не поддерживают плагины ActiveX и прочие, то в браузер было добавлено расширение, эмулирующее движок Internet Explorer; однако впоследствии Microsoft всё же решила оставить Internet Explorer, отказавшись от добавления его движка в Edge для лучшей производительности. При этом Internet Explorer перестанет обновляться и останется на версии, поставляемой с Windows 8.1.
В Microsoft Edge добавлена возможность создания заметок из веб-страниц. Так, если устройство обладает стилусом, то его пользователь сможет делать пометки или рисунки прямо на веб-странице, чтобы затем передать эту информацию.
Поиск на боковой панели: при выделении в Edge предложении или слова с просматриваемой им страницы в поисковике откроется боковая панель, на которой будут отражены результаты поиска, там будут показаны ссылки, изображения, фотографии и другой найденный контент, в том числе видеоролики. За счет этого заметно ускоряется процесс нахождения нужной информации в Сети. Данная функция существует с января 2021 г.
В марте 2023 года браузер Edge получил поддержку технологии Video Super Resolution от Nvidia, повышающей качество видео в интернете. Так как технология построена на алгоритмах искусственного интеллекта, для ее работы потребуется довольно мощная система — как минимум, с видеокартой семейства RTX 20, когда речь идет об NVIDIA, и Radeon RX 5700, если говорить о продукции AMD. Пользователям, кто хочет попробовать VSR на ноутбуках, в компании Microsoft порекомендовали переключиться на выделенную видеокарту. В ближайшем будущем разработчики обещают интегрировать автоматическое переключение между встроенным GPU и выделенным. Кроме того, браузер Еdge c технологией VSR не будет работать, если ноутбук отключен от электрической сети.
21 мая 2024 года Microsoft на мероприятии Microsoft Build 2024 анонсировала в обновленной версии Edge функцию перевода видео с YouTube и других популярных сайтов. Эта возможность появилась благодаря интегрированию в браузер нейросети Copilot. Поддерживаются русский, английский, итальянский, немецкий, испанский и хинди. Перевод доступен в формах закадровой озвучки и текста. 

### Интеграция с Кортаной
Вместе с Windows 10 Microsoft представила обновлённую голосовую помощницу Кортану, которая теперь доступна на всех типах устройств (компьютеры, ноутбуки, планшеты, смартфоны и пр.).
Microsoft Edge имеет встроенную поддержку Кортаны, благодаря чему пользователь может получить актуальную информацию о месте, создать напоминание, посмотреть дорожную обстановку. При выделении текста Microsoft Edge распознаёт тип данных и, в зависимости от результата, предлагает актуальные решения. Например, при выделении телефонного номера предложит позвонить на него.

## Восприятие
В обзоре Windows 10 в августе 2015 года Дэном Грэбхэмом из «TechRadar», Microsoft Edge получил высокую оценку за свою производительность, несмотря на то, что он не находился в состоянии полной функциональности при запуске.
Эндрю Каннингем из «Ars Technica» похвалил браузер за то, что он «чрезвычайно многообещающий» и «намного лучший браузер, чем когда-либо был Internet Explorer», но раскритиковал его за недостаточную функциональность при запуске
.
Том Холверда из OSNews раскритиковал Edge в августе 2015 года за его скрытую строку URL, недостаточное удобство для пользователя, плохой дизайн и систему вкладок, которая «настолько сломана, что никогда не должна была поставляться в финальной версии». Он охарактеризовал реализованные в браузере функции как «своего рода космическую шутку», сказав, что «раздражает так, что даже нельзя описать».
Данные за август 2015 года, через несколько недель после выпуска, показали, что среди пользователей Edge не пользовалась популярностью и только 2 % от общего числа пользователей компьютеров использовали новый браузер. Среди пользователей Windows 10 использование достигло 20 %, а затем упало до 14 % до августа 2015 года.
В октябре 2015 исследователь безопасности опубликовал отчёт, в котором описывается ошибка в режиме «InPrivate» Edge, из-за которой данные, связанные с посещёнными сайтами, по-прежнему остаются кэшированными в каталоге профиля пользователя, что теоретически позволяет другим пользователям определить посещенные сайты. Ошибка привлекла внимание общественности в начале февраля 2016 года и была исправлена накопительным обновлением 9 февраля 2016 года.
Microsoft перешла на Blink, поскольку движок Edge получил неоднозначную оценку. Этот шаг увеличивает согласованность совместимости веб-платформ между основными браузерами. По этой причине этот шаг вызвал критику, поскольку он уменьшает разнообразие на рынке веб-браузеров в целом и увеличивает влияние Google (разработчика механизма макета Blink на общем рынке браузеров Microsoft, уступившего свой независимо разработанный механизм браузера).
По словам Дугласа Дж. Лейта, профессора информатики из Тринити-колледжа в Дублине, Microsoft Edge — наименее закрытый браузер. В ответ представитель Microsoft Edge объяснил, что он использует данные диагностики пользователей для улучшения продукта.
В июне 2020 года пользователи раскритиковали недавно выпущенные обновления Windows 7, Windows 8.1 и Windows 10, которые установили Edge и импортировали некоторые пользовательские данные из Chrome и Firefox до получения разрешения пользователя. Microsoft ответила, что, если пользователь откажется предоставить разрешение на импорт данных Edge, Edge удалит импортированные данные. Однако если браузер выйдет из строя до того, как пользователь сможет отклонить импорт, уже импортированные данные не будут удалены. The Verge назвал это «тактикой шпионского ПО» и назвал «опыт первого запуска» Edge «тёмным паттерном».

## История версий
| Версия         | EdgeHTML | Дата выпуска         | Версия Windows 10 | Примечания             |
| -------------- | -------- | -------------------- | ----------------- | ---------------------- |
| 20.10240       | 12.10240 | 15 июля 2015 года    | 1507              |                        |
| 25.10586       | 13.10586 | 10 ноября 2015 года  | 1511              | первый выпуск под Xbox |
| 38.14393       | 14.14393 | 2 августа 2016 года  | 1607              |                        |
| 40.15063       | 15.15063 | 11 апреля 2017 года  | 1703              |                        |
| 41.16299.15    | 16.16299 | 17 октября 2017 года | 1709              |                        |
| 42.17134.1.0   | 17.17134 | 30 апреля 2018 года  | 1803              |                        |
| 44.17763.1.0   | 18.17763 | 13 ноября 2018 года  | 1809              |                        |
| 44.18362.1.0   | 18.18362 | 21 мая 2019 года     | 1903              |                        |
| 44.18362.449.0 | 18.18363 | 12 ноября 2019 года  | 1909              |                        |
| 44.19041.1.0   | 18.19041 | 13 декабря 2019 года | 2004              |                        |